# Бобров, Сергей Валентинович
Сергей Валентинович Бобров (род. 3 января 1967, Пермь) — советский и российский киноактёр, кинорежиссёр и композитор.

## Биография
В 1997 году окончил Санкт-Петербургский институт кино и телевидения (мастерская С. Арановича).
Живёт в Санкт-Петербурге.

## Фильмография

### Актёрские работы
- 1984 — Егорка — Костя, внук боцмана
- 1989 — Мать — Николай Весовщиков
- 1994 — Год Собаки — Кузя

### Режиссёрские работы
- 2005 — Мужчины не плачут (телесериал, 20 серий)
- 2006 — Последний забой (художественный)
- 2008 — Реальный папа (художественный)
- 2009 — Приказано уничтожить! Операция: «Китайская шкатулка» (художественный)
- 2010 — Робинзон (телесериал)
- 2013 — Роковое наследство
- 2015 — Мужики и бабы (телесериал, 16 серий; не вышел на экраны)
- 2016 — Крым
- 2018 — Чернов

Автор музыки и слов песен в фильмах «Мужчины не плачут», «Последний забой», «Улицы разбитых фонарей»-5 (Охота на крокодила, 5-я и 6-я серии), «Улицы разбитых фонарей»-4 (Долго и счастливо, 11-я серия; Настройщик, 17-я серия; Бабочка | 21-я и 22-я серии), «Улицы разбитых фонарей»-3 (Человек со шрамом, 2-я серия; Добрая память, 6-я серия; Джокер, 9-я серия).

## Награды
- Приз Maximo (1-й международный фестиваль телефильмов RomaFictionFest, Рим, 2007) — за лучшую режиссуру (фильм «Последний забой»)